# جان راسل اسمیت
جان راسل اسمیت (انگلیسی: John Russell Smith; ۱۷ ژانویهٔ ۱۸۱۰ – ۱۷ ژانویهٔ ۱۸۹۴) کتاب فروش، کتاب‌شناس، و ناشر اهل پادشاهی متحد بریتانیای کبیر و ایرلند بود.